# Jean-Baptiste Gravier
Pour les articles homonymes, voir Gravier.
Jean-Baptiste Gravier, dit l'abbé Gravier, né le 21 avril 1723 à Lombez (Gers), décédé le 22 novembre 1799 à Saintes, est un prêtre catholique français, également compositeur et organiste. 

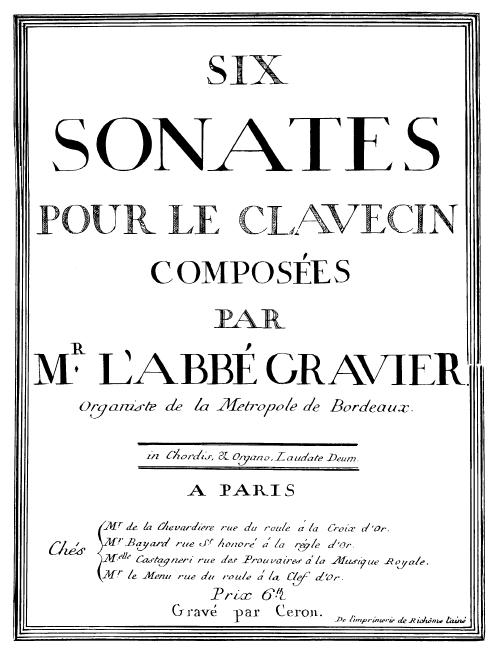
Page de titre

## Biographie
Une fiche biographique détaillée a été publiée dans la base de données prosopographiques des musiciens d'église en 1790, disponible sur Philidor*.
Il a été notamment organiste de la Cathédrale Saint-André de Bordeaux de 1755 à 1763.

## Œuvres
Un Noël à grand chœur a été découvert, dont seul le livret nous est parvenu (1740-1755).
En 1759, il fait publier Six Sonates pour le Clavecin composées par Mr. l’Abbé Gravier, Organiste de la Métropole de Bordeaux, à Paris.
- Sonate I en fa majeur : Adagio cantabile, Andantino, Tambourins.
- Sonate II en sol mineur : Spiritoso, Plainte (Grave, amoroso).
- Sonate III en si bémol majeur : Allegro ma poco, Minuetto, 1er & 2e (Andante).
- Sonate IV en do mineur : Allegro, Airs (Affettuoso).
- Sonate V en mi bémol majeur : Moderato, Chasse (Allegro assai).
- Sonate VI en la mineur : Capricio (Allegro), Aria (Andante gratioso), Giga (Presto).

En août 1762, il fait publier chez le même éditeur des Sonates pour clavecin en Quatuor avec le premier et second dessus de violon.

## Sources
- *Philidor Biographie détaillée.
- Six Sonates pour le Clavecin composées par Mr. l’Abbé Gravier, Organiste de la Métropole de Bordeaux, Genève, Minkoff Reprint, 1982.
- Jean-Patrice Brosse, Le clavecin des Lumières, Paris, Bleu Nuit, coll. « Horizons », 2007, 176 p. (ISBN 2913575838) - page 157
- Benoît Michel, Le Noël à grand chœur : une pratique musicale à Toulouse et en terres méridionales (XVIIe – XIXe siècles), thèse de doctorat en musicologie, sous la direction de Catherine Massip et Anne Piéjus, EPHE (2012), volume 3, p. 93-95